# Комплекс далекого космічного зв'язку в Канберрі
Комплекс далекого космічного зв'язку в Канберрі (CDSCC) — антенна система в Австралії, розташований на північний захід від столиці Канберра, в долині річки Меррамбіджі на краю заповідника Тідбінбілла. Відкритий в березні 1965 року.
Обсерваторія має найбільший в південній півкулі і один з найбільших в світі повноповоротних радіотелескопів. Антена є частиною мережі далекого космічного зв'язку НАСА — глобальної мережі радіоантен, яка використовується Лабораторією реактивного руху НАСА для управління космічними апаратами і супутниками, а також для радіо-і радіолокаційних досліджень.
Комплекс складається:
- DSS-34 — побудована в 1997 році параболічна антена діаметром 34 метри.
- DSS-43 — повноповоротна параболічна антена, головний інструмент обсерваторії, побудований в 1976 році, первісний діаметр 64 метри. У 1987 році діаметр антени був збільшений з 64 до 70 метрів, щоб забезпечити кращий прийом даних від «Вояджер 2» при проходженні планети Нептун.
- DSS-45 — параболічна антена діаметром 34 метрів, побудована в 1986 році.
- DSS-46 — є колишньою параболічною антеною станції стеження в Ханісакл Крік (Honeysuckle Creek Tracking Station), побудована в 1967 році, перенесена сюди в 1981 році.
- DSS-49 — параболічна антена діаметром 64 метри в обсерваторії Паркес (Parkes Observatory).